# Giro dei Paesi Baschi 1987
Il Giro dei Paesi Baschi 1987, ventisettesima edizione della corsa, si svolse dal 6 al 10 aprile 1987 su un percorso di 852,7 km ripartiti in cinque tappe (l'ultima suddivisa in 2 semitappe). Fu vinto da Sean Kelly, davanti a Rolf Gölz e Julián Gorospe.

## Tappe
| Tappa  | Data      | Percorso                             | km    | Vincitore di tappa     | Leader cl. generale    |
| ------ | --------- | ------------------------------------ | ----- | ---------------------- | ---------------------- |
| 1ª     | 6 aprile  | Zarautz > Zarautz                    | 198   | Manuel Jorge Domínguez | Manuel Jorge Domínguez |
| 2ª     | 7 aprile  | Zarautz > Mungia                     | 166   | Rolf Gölz              | Rolf Gölz              |
| 3ª     | 8 aprile  | Mungia > Ibardin                     | 184   | Martin Earley          | Martin Earley          |
| 4ª     | 9 aprile  | Vera de Bidasoa > Oyón               | 165   | Sean Kelly             | Martin Earley          |
| 5ª-1ª  | 10 aprile | Oyón > Oñati                         | 126   | Alberto Leanizbarrutia | Martin Earley          |
| 5ª-2ª  | 10 aprile | Oñati > Aranzazu (Cron. individuale) | 13,7  | Sean Kelly             | Sean Kelly             |
| Totale | Totale    | Totale                               | 852,7 |                        |                        |

## Classifiche finali

### Classifica generale
| Pos. | Corridore           | Squadra     | Tempo     |
| ---- | ------------------- | ----------- | --------- |
| 1    | Sean Kelly          | KAS         | 22h16'31" |
| 2    | Rolf Gölz           | Superconfex | a 1'13"   |
| 3    | Julián Gorospe      | Reynolds    | a 1'17"   |
| 4    | Jesús Blanco Villar | Teka        | a 1'40"   |
| 5    | Martin Earley       | Fagor       | a 1'41"   |